# クリティアス (三十人僭主)
カライスクロスの子、クリティアス（古希: Κριτίας、英: Critias、紀元前460年頃 - 紀元前403年）は、プラトンの母親の従兄で、アテナイの哲学者・政治家である。ソクラテスの弟子にあたり、アテナイの三十人僭主政治（三十人政権）の指導者となった。母親は、弁論家・政治家アンドキデス（古代ギリシア語ラテン翻字: Andokides、紀元前440頃（467?）– 390頃）の父レオゴラス（古代ギリシア語ラテン翻字: Leogoras、紀元前5世紀）の母の姉妹である。プラトンや賢者ソロンとの血縁については、クリティアス (プラトンの曽祖父)参照のこと。

## 生涯

### 初期の活動
若い頃にソクラテスの弟子となった。プラトンの作品『プロタゴラス』、『カルミデス』の対話設定年代は紀元前433年、432年と考えられるが、これらの作品に若い頃のクリティアスが登場する。後にクセノポンは『ソクラテスの思い出』の中で、クリティアスがソクラテスの弟子になったのは、自身の修練のためではなく、敵の裏をかく技術を会得するという政治的目的のためだったと非難している(Xen.Mem.i.2.12-18)。
クリティアスにはディオクレスの子エウテュデモス（古代ギリシア語ラテン翻字: Euthydemos、紀元前5世紀）という同性の愛人がいたが、関係を迫る様を見たソクラテスに豚のようだと皮肉られた。このことをクリティアスは恨みにもったという。
紀元前415年、ヘルメース神の石柱像破壊事件の容疑者として、普段から酒乱で知られたシチリア遠征軍総指揮官アルキビアデス（古代ギリシア語ラテン翻字: Alkibiades、紀元前450頃-404）が疑われる。アルキビアデスはスパルタへ亡命してしまうが、続いて容疑者としてアンドキデス一族が捕まる。その中にクリティアスの名前があるが、アンドキデスらの証言によりクリティアスは解放される（アンドキデス著『秘技について』Andoc.de Mystr.1.47）。

### 四百人寡頭政治の打倒
紀元前411年、アルキビアデスの政敵であった民主派の首領アンドロクレス（古代ギリシア語ラテン翻字: Androkles、?-紀元前411）が暗殺される。トゥキディデスの師匠とも言われる弁論家アンティポン及び扇動家ペイサンドロス（古代ギリシア語ラテン翻字: Peisandoros、紀元前5世紀後半）が首謀となってクーデターを起こし、アテナイに寡頭派による政権（四百人寡頭政）が成立した。クリティアスの父カライスクロス（古代ギリシア語ラテン翻字: Kallaischros）も政権に参加していたが、クリティアス本人が政権に参加していたかどうかは不明である。
四百人寡頭政治は権力闘争により内部分裂を起こし、四ヶ月後プリュニコス（古代ギリシア語ラテン翻字: Phrynichos、?-紀元前411）が暗殺されると、クリティアスは、暗殺されたプリュニコスを弾劾裁判にかけるよう提案し、当初四百人寡頭政の重要なメンバーであったテラメネス （Theramenes, ?-紀元前403） 、アリストクラテス（古代ギリシア語ラテン翻字: Aristocrates、?-紀元前406）らの賛同を得る。同じ頃、サモスで民主政の堅持を訴えていた民主派の軍人トラシュブロス（古代ギリシア語ラテン翻字: Thrasyboulos、紀元前5世紀後半-388）がアテナイへ凱旋すると、四百人寡頭政は崩壊し、アンティポンは処刑され、ペイサンドロスらはデケレイアにあるスパルタの要塞へ亡命した。クリティアスはトラシュブロスらと共に、アルキビアデスのアテナイ帰還を訴え、アルキビアデスはサモスのアテナイ艦隊の総司令官として迎えられる。
紀元前410年、アテナイに民主政が復活する。アルキビアデス率いるアテナイの艦隊がキュジコスの海戦でスパルタ軍を破ると、再び主戦民主派が活気付く。民主派の主導者クレオポン（古代ギリシア語ラテン翻字: Kleophon、?-紀元前404）は、スパルタの和平の申し出を断り、戦争を続行する。アルキビアデスはカルケドンやビザンティオンなどを奪回し、紀元前408/407年頃に祖国アテナイへ凱旋帰国を果たす。

### 衆愚政治と亡命
紀元前406年、アルキビアデス不在時のノティオン沖の敗戦で、クレオポンらはアルキビアデスの責任を問い、アルキビアデスはトラキアへ亡命する。同年、アルギヌサイの海戦(ペロポネソス戦争におけるアテナイの最後の勝利)で味方の救助を怠った罪でアリストクラテス、大ペリクレスがアスパシアに産ませた庶子小ペリクレス（古代ギリシア語ラテン翻字: Perikles、紀元前450 - 406）、トラシュブロスと共に四百人寡頭政へ反旗を翻したトラシュロス（古代ギリシア語ラテン翻字: Thrasyllos、?-紀元前406）らを含む6人の味方の指揮官たちがソクラテスの反対にもかかわらず処刑された頃、クリティアスも国外へ逃亡する（クリティアスがテッサリアに亡命した時期は不明で、紀元前409年頃からとする説もある）。この時の民衆への憎悪の体験が、彼を恐怖政治へ駆り立てたとクセノポンは『ギリシア史』で証言している（Xen.Hell.ii.3.15）。クリティアスはテッサリアでプロメテウス（古代ギリシア語ラテン翻字: Prometheus、5世紀後半）らのテッサリアの民主化運動に参加したらしいが、その詳細は不明である（Xen.Hell.ii.3.15）。

### 三十人僭主政の樹立と戦死
紀元前404年、アテナイがスパルタに無条件降伏すると、クリティアスは帰国し、テラメネスらと共に、スパルタの将軍リュサンドロス（古代ギリシア語ラテン翻字: Lysandros、紀元前5世紀後半-395）の武力と保護を背景に三十人少数党派の独裁政権を樹立した。次々に反対派を死刑や国外追放に処し、ソクラテスに「次々に牛を減じて質を悪化させた牛飼い」と皮肉られる。これを受けクリティアスは、ソクラテスに30歳以下の若者との会話を禁じた。またアルキビアデスの人気に危機感を覚え、リュサンドロスに働きかけ、当時プリュギアへ亡命していたアルキビアデスの暗殺を依頼したと言われる。やがて穏健派のテラメネスと過激派のクリティアスは決裂し、クリティアスはテラメネスを処刑した。
紀元前404年の12月、テバイへ亡命していた民主派トラシュブロスが武装抵抗団を組織し、アテナイのペイライエウス港を占領してアクロポリスに立てこもった。紀元前403年の1月、ペイライエウス奪還のためクリティアスは軍を率いるが、ムニュキアの戦いで従弟のカルミデス（古代ギリシア語ラテン翻字: Charmides、紀元前450 - 403）らと共に戦死する。トラシュブロスの一派には、後にソクラテスを告発するアニュトス（古代ギリシア語ラテン翻字: Anytos、5世紀後半-4世紀前半）も所属していた。クリティアスとアルキビアデスの所業は、ソクラテスが死刑となる原因となったと考えられている。

## 著作
- 詩作や散文の断片が引用の形で75編伝えられており、そのうちの法律・宗教・道徳を否定した言葉やスパルタの国政を讃えたものは、クリティアスに反民主的な傾向があることをうかがわせる（Fr.88B6-9, 25 (DK)）。
- マルクス・トゥッリウス・キケロの『弁論家について』によると、当時クリティアスが書いた書物が残っており、その弁論術を褒め称えている（Cic.De Orat..ii.22）。

## 史料
- プラトンの作品『カルミデス』、『プロタゴラス』、及び偽書の疑いのある『エリュクシアス』に対話者として登場する。また『ティマイオス』、『クリティアス』などにもクリティアスの名前が登場するが、これは祖父にあたるカライスクロスの父クリティアスと考えるのが妥当であるが、このクリティアスがカライスクロスの子クリティアスであるという考えも根強い。
- アテナイの政局の混乱とクリティアスの所行を伝える史料としては、同時代人の目を通して描かれたトゥキュディデスの『戦史』、クセノポンの『ギリシア史』、『ソクラテスの思い出』がある。特にクセノポンは同じソクラテスの弟子として、厳しくクリティアスを弾劾している。このような考えは、ピロストラトスの『ソフィスト伝』でも受け継がれており、「あらゆる有名な人々の中で最悪な人物」と表現されている(Philostr.V.S.1.16)。然るにプラトンの作品では、そのような性格的欠点はうかがえない。
- この他アリストテレスの『アテナイ人の国制』、シケリアのディオドロスの『歴史叢書』、プルタルコスの『対比列伝』の『アルキビアデス伝』、アテナイオスの『食卓の賢人たち』など、多数の史書・物語にクリティアスの所業、弁論が断片的に記述されている。